# Клюки (филм)
„Клюки“ (на английски: Gossip е американски психологически трилър от 2000 г. на режисьора Дейвид Гугенхайм. Във филма участват Джеймс Марсдън, Лена Хийди, Норман Рийдъс и Кейт Хъдсън.

## Актьорски състав
| Актьор              | Роля            |
| ------------------- | --------------- |
| Джеймс Марсдън      | Дерик Уеб       |
| Лена Хийди          | Кати Джоунс     |
| Норман Рийдъс       | Травис          |
| Кейт Хъдсън         | Наоми Престън   |
| Ерик Богосян        | Професор Гудуин |
| Едуард Джеймс Олмос | Детектив Къртис |
| Джошуа Джаксън      | Бо Едисън       |
| Шарън Лорънс        | Детектив Кели   |
| Мариса Кафлан       | Шийла           |
| Нови Едуардс        | Мис Уотърс      |
| Антъни Джей Мисфуд  | Вратар          |
| Кристин Бут         | Даян            |